# Grodziczno (gmina)
Grodziczno – gmina wiejska w województwie warmińsko-mazurskim, w powiecie nowomiejskim. W latach 1975–1998 gmina położona była w województwie toruńskim.
Siedziba gminy to Grodziczno.
Według danych z 30 czerwca 2004 gminę zamieszkiwało 6213 osób. Natomiast według danych z 31 grudnia 2019 roku gminę zamieszkiwało 6308 osób.

## Struktura powierzchni
Według danych z roku 2002 gmina Grodziczno ma obszar 154,27 km², w tym:
- użytki rolne: 75%
- użytki leśne: 14%

Gmina stanowi 22,2% powierzchni powiatu.

## Demografia

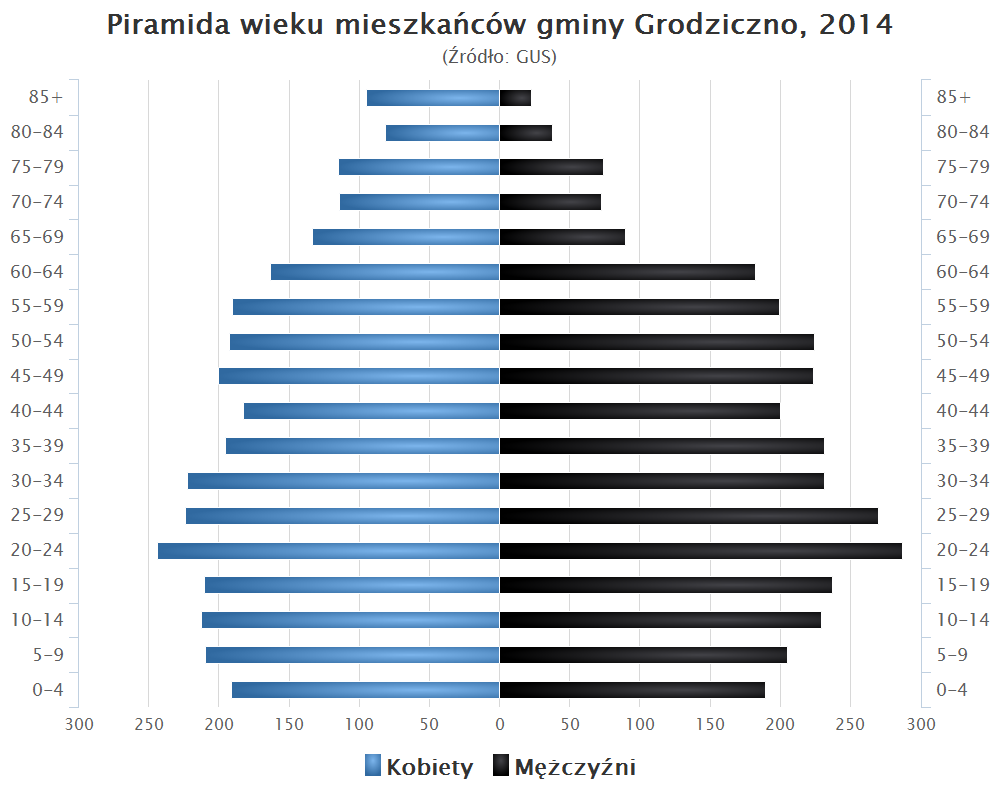
Piramida wieku mieszkańców gminy Grodziczno w 2014 roku

Dane z 30 czerwca 2004:
| Opis                              | Ogółem | Ogółem | Kobiety | Kobiety | Mężczyźni | Mężczyźni |
| --------------------------------- | ------ | ------ | ------- | ------- | --------- | --------- |
| jednostka                         | osób   | %      | osób    | %       | osób      | %         |
| populacja                         | 6213   | 100    | 3031    | 48,8    | 3182      | 51,2      |
| gęstość zaludnienia (mieszk./km²) | 40,3   | 40,3   | 19,6    | 19,6    | 20,6      | 20,6      |

## Ochrona przyrody

### Parki Krajobrazowe
W południowo-centralną część gminy zajmuje Welski Park Krajobrazowy.

### Rezerwaty przyrody
Na obszarze gminy znajduje się Rezerwat przyrody Piekiełko chroniący przełomowy odcinek rzeki Wel.

### Obszary NATURA 2000
Na terenie gminy zlokalizowane są częściowo obszary Natura 2000:
- północno-zachodnia Dolina Drwęcy (PLH280001) SOO
- południowo-wschodnia Przełomowa Dolina Rzeki Wel (PLH280015) SOO.

### Pomniki przyrody
Na terenie gminy znajdują się następujące pomniki przyrody:
- 2 dęby szypułkowe w parku w Nowym Grodzicznie o obwodach 319 i 445 cm
- dąb szypułkowy o obwodzie 455 cm i lipa drobnolistna o obwodzie 373 cm rosnące w parku w Katlewie
- klon zwyczajny (276), klon jawor (254), dąb szypułkowy (290), 2 graby pospolite (191 i 192) i modrzew europejski (270) rosnące w parku w Nowym Grodzicznie.

### Obszary Chronionego Krajobrazu
Na terenie gminy znajdują się w poszczególnych rejonach:
- w całości – Buchnowski Obszar Chronionego Krajobrazu – część południowo-zachodnia
- częściowo – Obszar Chronionego Krajobrazu Doliny Rzeki Wel – część zachodnia.

### Zespoły przyrodniczo-krajobrazowe
Na obszarze gminy występuje częściowo Zespół przyrodniczo-krajobrazowy Jezioro Zwiniarz.

## Sołectwa
Boleszyn, Grodziczno, Katlewo, Kowaliki, Kuligi, Linowiec, Lorki, Montowo, Mroczenko, Mroczno, Nowe Grodziczno, Ostaszewo, Rynek, Świniarc, Trzcin, Zajączkowo, Zwiniarz.
Miejscowości niemające statusu sołectwa: Białobłoty, Jakubkowo, Linowiec (osada).

## Sąsiednie gminy
Brzozie, Kurzętnik, Lidzbark, Lubawa, Nowe Miasto Lubawskie, Rybno.